# Davor Božinović
Davor Božinović (Póla, 1961. december 27.) horvát diplomata, politikus, 2017-től horvát belügyminiszter, 2019-től a Horvát Köztársaság miniszterelnök-helyettese.

## Élete és pályafutása
Pólában született, egy a Kotori-öbölből származó családban. Apja a haditengerészet kapitánya volt. Diplomáját, mester- és doktori fokozatát a Zágrábi Egyetem Politikatudományi Karán szerezte nemzetközi kapcsolatok és nemzetbiztonság szakon. 1987-ben a Horvát Köztársaság Nemzetvédelmi Titkárságának tanácsadója lett, ugyanabban az intézményben - ma a Horvát Köztársaság Honvédelmi Minisztériuma - három évvel később a Novak Bizottság elnöki posztját töltötte be.
Ezután áttért a diplomáciára, és 1994-től a Külügyminisztérium Konzuli Ügyek Osztályán főtanácsadóként dolgozott. A Horvát Köztársaság szófiai (1994-1996), majd a szarajevói nagykövetségén volt tanácsos. Ezután visszatért Zágrábba, és 1997 és 1999 között a Horvát Köztársaság Külügyminisztériumának helyettes vezetője, majd a szomszédos országok osztályának vezetője volt. 1999-ben nagyköveti rangban a Horvát Köztársaság külügyminiszterének asszisztense lett. 2000-ben Horvát Köztársaság Külügyminisztériumában a Jugoszláv Szövetségi Köztársasággal fenntartott kapcsolatok koordinátora volt. 2001-től 2004-ig Belgrádban dolgozott, először ideiglenes ügyvivőként, majd 2002-től a Horvát Köztársaság szerbiai és montenegrói nagyköveteként.
2004-ben Stjepan Mesić Horvát Köztársasági Elnöki Hivatalának vezetője lett, ahonnan 2005-ben a Horvát Köztársaság NATO-képviselete vezetőjeként a Horvát Köztársaság nagykövete lett. 2005 októberében az ő vezetésével kezdett tárgyalásokat Horvátország a katonai szövetséghez való csatlakozásról. 2008 szeptemberében tért vissza Zágrábba, a Horvát Külügyminisztérium európai integrációért felelős államtitkári pozíciójába. Ugyanebben a minisztériumban 2009-től látta el a politikai ügyekért felelős államtitkári feladatokat. Emellett a Horvát Köztársaság elnökének délkelet-európai különmegbízottja is volt.
2010-ben a Horvát Köztársaság védelmi minisztere lett, ahol Jadranka Kosor kormánya mandátumának lejártáig, 2011-ig maradt. 2011 végétől volt a horvát parlament tagja, ahol a Parlamentközi Együttműködési Bizottság elnöki posztját töltötte be. 2012 és 2013 között az Európai Parlamentben volt megfigyelő. A 2015-ös parlamenti választáson nem választották újra a horvát parlamentbe, de 2016 februárja óta a Külügyminisztériumban és az Európai Ügyek Minisztériumában dolgozott, nagyköveti beosztásban. 2016 októberében a Horvát Köztársaság Miniszterelnöki Hivatalának vezetője lett, 2017 júniusában pedig belügyminiszteri pozícióba került.
Számos könyv, valamint tudományos és szakmai munka szerzője és társszerzője a nemzetközi kapcsolatok és biztonság témakörében. Zágrábi Egyetem diplomáciai posztgraduális képzéseinek, a zágrábi Libertas Egyetem nemzetközi kapcsolatok és diplomáciai posztgraduális és doktori képzéseinek, a Zaprešići Baltazar Krčelić Politechnikum államigazgatási posztgraduális képzéseinek, valamint a Külügyminisztérium Zágrábi Diplomáciai Akadémiájának és a Josip Jelačić bán Hadiiskola tanára.

## Fordítás
Ez a szócikk részben vagy egészben  a   Davor Božinović című horvát Wikipédia-szócikk ezen változatának fordításán alapul.  Az eredeti cikk szerkesztőit annak laptörténete sorolja fel. Ez a jelzés csupán a megfogalmazás eredetét és a szerzői jogokat jelzi, nem szolgál a cikkben szereplő információk forrásmegjelöléseként.